# Residu (scheikunde)

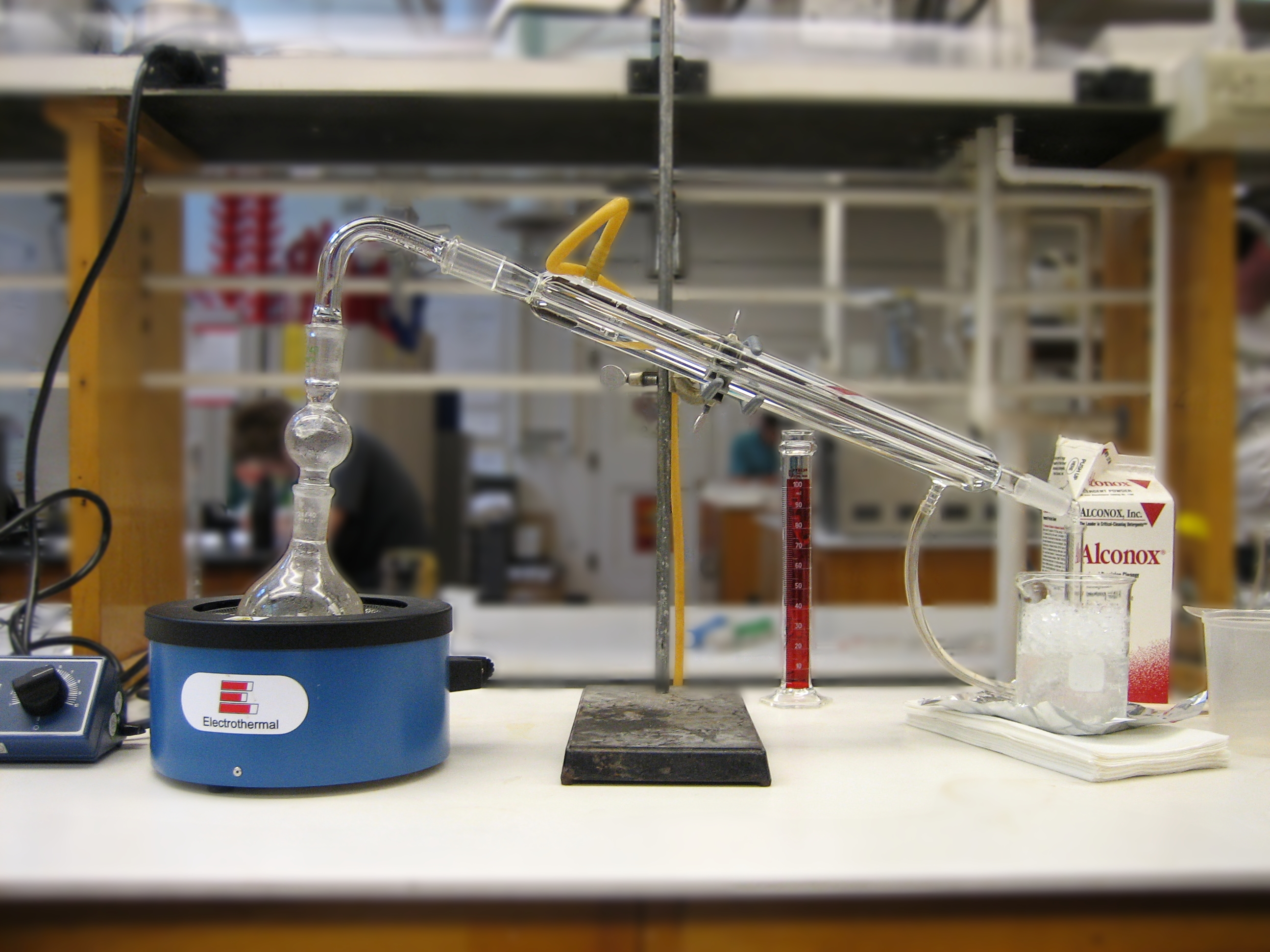
Laboratoriumopstelling voor destillatie

Een residu is een stof die overblijft na een chemische reactie, scheidingsproces of mechanische verwerking. Al naargelang de nuttige waarde kan het afval zijn, maar net zo goed iets waar verder mee gewerkt wordt. 
Bijvoorbeeld bij filtratie van een mengsel van water en zand, is het zand dat op het filter achterblijft het residu en het water dat door het filter loopt het filtraat. Ook na het destilleren van ruwe aardolie ontstaat een residu. Dit residu wordt gebruikt als stookolie.

## Biochemie
In de biochemie en moleculaire biologie verwijst de term "residu" naar een specifieke monomeer binnen de polymere keten van een polysacharide, proteïne of nucleïnezuur. Men zou bijvoorbeeld kunnen zeggen: "Dit proteïne bestaat uit 118 aminozuurresiduen" of "Het histidineresidu wordt beschouwd als belangrijk vanwege zijn imidazoolring." Opgemerkt dient te worden dat een residu verschilt van een functionele groep of zijketen, wat in bovenstaand voorbeeld de imidazoolring zou zijn.
Deze betekenis van de term residu is vermoedelijk ontstaan door het feit dat tijdens een condensatiereactie –  een reactie waarin monomere bouwstenen, zoals aminozuren of monosachariden, aan elkaar worden gekoppeld tot een polymere keten – sommige atomen, meestal in de vorm van een watermolecuul, uit elke bouwsteen worden verwijderd, waardoor alleen een "residu" van de bouwsteen overblijft dat in het eindproduct terechtkomt. Op deze manier kan men een zeggen dat een aminozuur in een polypeptide of een monosacharide in een zetmeelmolecuul 'residuen' zijn uit de polymerisatiereactie.

## Milieuchemie
In de milieuchemie en ecologie wordt er met residu vooral een schadelijke stof (bijvoorbeeld een chemisch bestrijdingsmiddel) bedoeld, waarvan resten achterblijven in lucht, bodem, planten, dieren, voedingsmiddelen of veevoer. Via de voedselketen kunnen schadelijke residuen ook worden overgebracht naar de mens.